# Moodle
Moodle (pronunciación AFI /ˈmuːd(ə)l/) es un sistema de gestión de aprendizaje, gratuito y de código abierto escrito en PHP y distribuido bajo la Licencia Pública General GNU. Moodle se utiliza para el aprendizaje combinado, la educación a distancia, el aula invertida y otros esquemas de aprendizaje en línea en escuelas, universidades, lugares de trabajo y otros sectores. Se puede usar para crear sitios web personalizados con cursos en línea y permite complementos de origen comunitario.
La primera versión de la herramienta apareció el 20 de agosto de 2002, a partir de allí han aparecido nuevas versiones de forma regular. Hasta octubre de 2020 la base de usuarios registrados incluye más de 240 millones, distribuidos en 168.000 sitios en todo el mundo y está traducido a alrededor de 242 idiomas. La versión más reciente es la 4.2.1.

## Contexto

### Orígenes

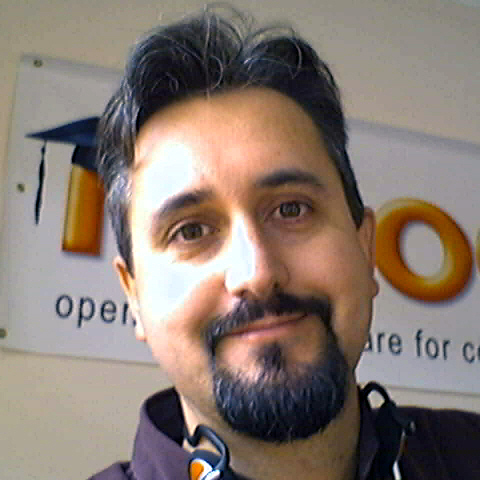
Martin Dougiamas

Moodle fue creado por el pedagogo e informático Martin Dougiamas, que procedía de la administración de WebCT en la Universidad Tecnológica de Curtin, en Perth (Australia). Fundó su diseño en las ideas pedagógicas del Constructivismo (basadas en la noción de que el conocimiento se construye en la mente del estudiante a partir de la modificación o ampliación de esquemas mentales previos y en interacción con el medio, en lugar de ser transmitido sin cambios a partir de libros o enseñanzas magistrales).
Durante su tesis doctoral abordó, a través de una investigación reflexiva, el uso del software abierto para el soporte de una epistemología construccionista social de enseñanza y aprendizaje con comunidades basadas en Internet. El resultado de esta investigación tuvo fuerte influencia en el diseño de Moodle, proporcionando aspectos pedagógicos ausentes en muchas otras plataformas de aprendizaje virtual.
Desde su creación, la plataforma Moodle ha ido evolucionando a través de diferentes versiones. Aproximadamente se pone a disposición de la Comunidad, una nueva versión estable cada seis meses. En 1999, Martin Dougiamas inició su andadura en la creación de algunos modelos que formarían la base de su trabajo Improving the Effectiveness of Online Learning (Mejorando la efectividad del aprendizaje a distancia). La primera publicación de Moodle fue en la Universidad de Curtin por parte de Peter Taylor en noviembre de 2001.
Moodle 1.0 fue liberado en agosto de 2002, donde los usuarios podían intercambiar opiniones a través de la creación de un nuevo foro, permitiendo traducir Moodle a diferentes idiomas e instaurar nuevos temas. Esta plataforma ha experimentado un gran crecimiento desde sus inicios, llegando a ser tema de debate por primera vez en Oxford en 2004. A partir de estos acontecimientos, adquirió un mayor interés por parte de las compañías, las cuales empezaron a realizar solicitudes para ser Moodle partners (socios de Moodle).
Actualmente, Moodle ha alcanzado un avance significativo en una nueva iniciativa, llamada Moodle.net, la cual inició sus pruebas a principios de 2019.
La estancia temprana de M. Dougiamas en la Escuela del Aire  le acercó al entorno del aprendizaje a distancia. En 1999 probó algunos prototipos de un nuevo SGA y poco después registró 'Moodle'. Aunque ahora conocemos la plataforma como un acrónimo. El acrónimo Moodle significa Entorno de Aprendizaje Dinámico Orientado a Objetos Modular (del inglés, Modular Object-Oriented Dynamic Learning Environment o MOODLE), si bien en los primeros años el "M" significaba "Martin", en honor a Martin Dougiamas, el desarrollador original. Además de ser un acrónimo, el nombre fue elegido debido a la definición del diccionario de Moodle,"modo de aprender innato" y para corresponder a un nombre de dominio disponible.

## Enfoque pedagógico

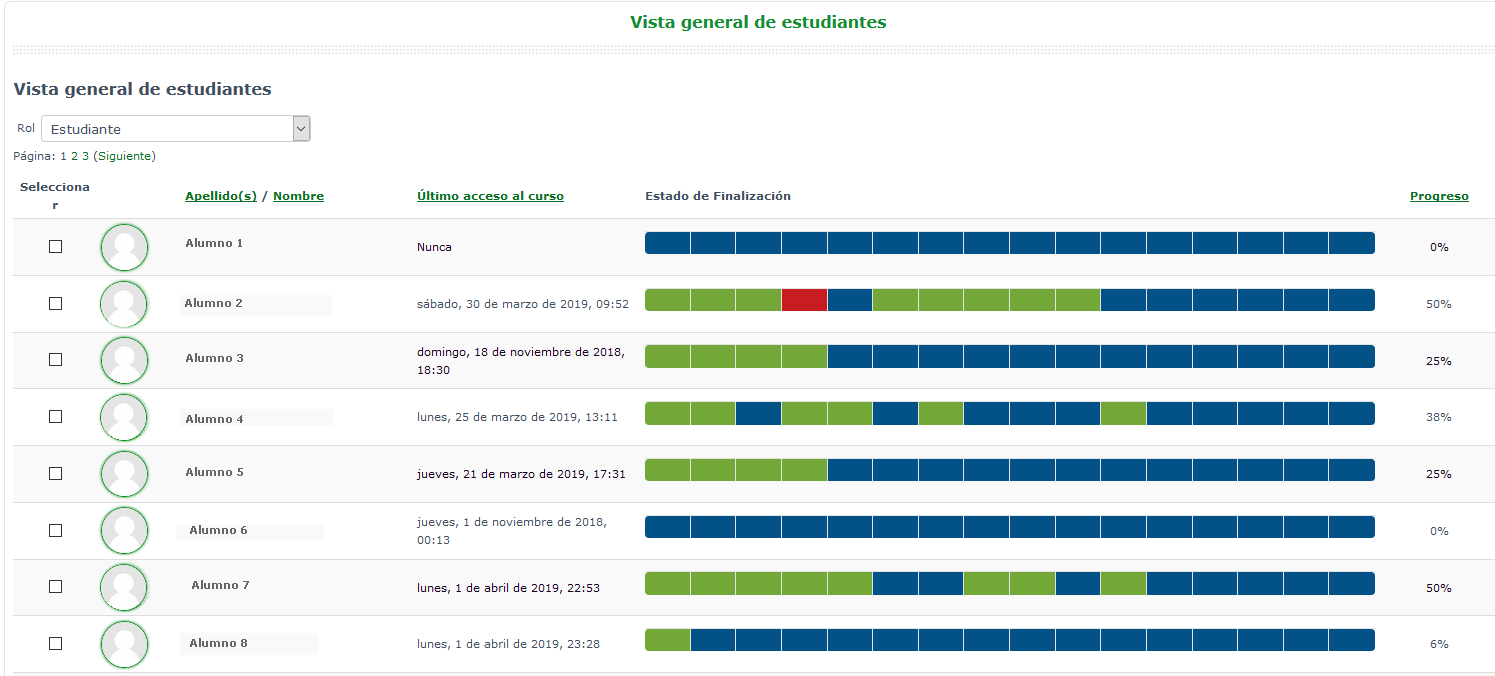
Ejemplo de informe de estado de finalización en Moodle

Moodle se basa en el modelo pedagógico constructivista. Según su diseño: Posibilidad de comentar en entradas de bases de datos (o contribuir con las propias), trabajar colaborativamente en un wiki, tener acceso al material, participar en debates entre pares.
Se pretende que este enfoque pedagógico pueda llegar a fundamentarse en las pedagogías emergentes a través de Moodle. Estas surgen como una agrupación de sentidos e ideas pedagógicas, que aún no han sido bien sistematizadas y que surgen en torno del uso de las TIC en educación intentando, de ese modo, emplear todo su potencial en el contexto de una nueva cultura del aprendizaje.
Presenta rasgos generales útiles para este enfoque pedagógico:
- Flexibilidad: se puede utilizar con diversos modelos pedagógicos, aunque en origen se basa en una pedagogía constructivista social.[20]
- Interactividad: promueve variadas utilidades de comunicación entre docentes y estudiantes, eficaces para el aprendizaje cooperativo.
- Participación: permite implicar al alumno en la construcción de contenidos a través de foros, wikis, contribuciones en glosarios y otros.
- Permite realizar un seguimiento del estudiante: registros de acceso a cada recurso e historial de actividades disponibles para los docentes o administradores.

### Recursos y actividades
El sistema clasifica las herramientas en dos grandes grupos: recursos y actividades.  En lo que respecta a los recursos que esta plataforma ofrece a los educandos, permite que se pueda llegar a alcanzar la capacidad de generar nuevo contenido para conseguir un pensamiento crítico. En cuanto a las actividades, se pueden clasificar en:
- Actividades destinadas a producciones individuales: Como pueden ser tareas o cuestionarios.
- Actividades destinadas a la colaboración entre participantes: Como pueden ser chats, foros, entre otros.
- Actividades de carácter participativo: Como materiales envueltos en formatos estándares SCORM o IMS.[18]

Tanto "actividades" como "recursos" pueden personalizarse y orientarse hacia este modelo pedagógico. Todas las actividades se pueden definir para el estudiante o para un grupo y se pueden diseñar basándose en los resultados de otras actividades anteriores. La vertiente social del aprendizaje se sustenta a través de actividades orientadas al control común del contenido, como blogs, mensajería, foros, wikis, bases de datos contributivas, glosarios, etc. Muchas de las actividades permiten al estudiante representar su conocimiento y compartirlo con otros. Además, la flexibilidad de los permisos de roles permite otorgar al estudiante responsabilidades en el curso definidas por el grado de control que se le desee otorgar, de modo que la intersección de roles entre estudiantes y docente puede ser tan amplia como se necesite.

### Uso de Moodle en el contexto educativo
Los usos de Moodle en el proceso educativo son: la gestión de contenidos, la comunicación y la evaluación.
Permite realizar una gestión de los contenidos adaptada a cada situación; el maestro los puede presentar de forma ordenada y coherente, incluyendo texto, imágenes, vídeos o gráficos. Los usuarios pueden conectarse, como docente o como alumno y pudiendo ambos compartir información y publicarla, destacando que no necesitan conocimientos técnicos sobre programación, pues funciona con un editor WYSIWYG que permite la visualización directa del resultado final. Como vía de comunicación, permite enviar mensajes, tutorías y foros, favoreciendo los intercambios comunicativos de forma activa y directa. Crean así vínculos entre los componentes de la comunidad educativa y además, dan lugar al aprendizaje cooperativo con la creación de un entorno digital sobre un tema concreto en el que se retroalimentan y forman debates. La evaluación del proceso la facilita la plataforma, debido a que esta permite que exista un feedback inmediato en la realización de actividades y pruebas, así como evaluaciones entre compañeros a través de la publicación de contenidos accesibles para todos.
Dentro del contexto educativo, Moodle tiene algunas barreras como son:
- Gran dependencia del conocimiento que posea el profesor sobre dicha herramienta. El éxito de Moodle como plataforma LMS tiene su base en las nociones tanto en tecnología como pedagogía que el maestro sea capaz de ofrecer. Con ello se hace referencia a la importancia de poseer una formación adecuada dentro del ámbito.
- Caer en el error de priorizar las herramientas TIC a las necesidades educativas del alumnado. La plataforma debe ser un complemento del proceso de enseñanza y aprendizaje, y no el motor del mismo.

Entre los elementos que propician la adaptabilidad en Moodle están:
- El diseño modular de la página del curso, construida a partir de elementos que se pueden añadir o retirar.
- El calificador dinámico, permanentemente actualizado a la vista del estudiante en función de los logros previamente definidos.
- La integración de sistema externos, cuyos datos pueden sincronizarse en Moodle.
- Marcas de estado de progreso en cada actividad del curso.
- Plugins de accesibilidad.

Desde el punto de vista de la institución, los administradores o el profesorado, Moodle aporta herramientas pensadas para:
- El seguimiento y el feedback del estudiante: módulo de encuestas, bloque de actividad reciente, marcas de seguimiento de foros, listas de participantes, estado de finalización de actividades, configuración de acceso a materiales, posibilidad de agrupamientos en el aula para toda la actividad o solo para algunas, reconocimiento como insignias o badges.[25]
- Apoyo y control en la detección de acceso, problemas de actividad y la prevención del abandono: informes de actividad[26] y minería de datos, usados en la mejora de los modelos de rendimiento y aprendizaje y en la retención del estudiante.

## Estándares internacionales de Moodle
Se integra en los siguientes estándares internacionales:
- Open source: licencia en abierto bajo GNU  Pública General y Creative Commons.
- Certificado IMS LTI™: estándar técnico para la integración e interoperatividad de aplicaciones. Es una forma estándar de integrar aplicaciones de aprendizaje enriquecidas (a menudo alojadas y proporcionadas de forma remota a través de servicios de terceros) con plataformas educativas, en este caso Moodle.
- SCORM-ADL: modelo de referencia de objetos de contenido compartibles,  que define las comunicaciones entre el contenido del lado del cliente y un sistema de gestión de aprendizaje del lado del servidor, así como la forma en que se debe empaquetar el contenido creado externamente para poder integrarlo con el LMS de forma eficaz. SCORM 2004 no es compatible con Moodle, a menos que utilicemos un conversor a SCORM 1.2.
- Los paquetes IMS Common Cartridge también se pueden importar a Moodle. Además, las actividades de libros en Moodle se pueden exportar como paquetes de contenido IMS.
- El estándar AICC para CMI fue desarrollado por el Comité de Capacitación en Computación de la Industria de la Aviación (AICC) y se utiliza para llamar a contenido de autor externo y paquetes de evaluación. Los paquetes de contenido AICC son compatibles con Moodle a partir de la versión 2.1.
- Open Badges: verificación del aprendizaje mediante insignias digitales integradas.

## Características de Moodle
En moodle algunas de las características generales :
- Diseño personalizable.
- Identificación e inscripción segura.
- Capacidad multilingüe.
- Creación y gestión masiva de cursos en diferentes formatos de forma sencilla.
- Actividades y herramientas colaborativas.
- Gestión simple de plugins, integración multimedia e inclusión de recursos externos.
- Herramientas de puntuación, calificación y evaluación.

## Administración de los usuarios
En Moodle, un "usuario" es un participante con un rol determinado. Cada espacio virtual se concibe como un contexto, por ejemplo, página de inicio, un curso, un foro, un chat, etc. En cada uno de esos contextos, cada usuario tiene atribuido un determinado rol. Por ejemplo, puede ser profesor en un curso, y estudiante en otro. En sucesivas versiones y mejoras, los permisos asociados a esos roles se han ido especializando, los roles y sus privilegios son plenamente configurables. Pueden crearse nuevos e incluso heredarse de los ya establecidos. En esencia, se trata de administradores, profesores y estudiantes.La gestión de cuentas de usuario permite ver la lista de participantes o inscritos, configurar acciones masivas con ellos (relativas a los mensajes, descargas, etc.) o añadir usuarios y predefinir campos para su perfil.

### Tipos de usuario y sus roles
La administración de los cursos en Moodle es piramidal y está sujeta a distintos niveles o roles, a los que se asocian "permisos" de diversa amplitud. De mayor a menor, estos serían:
1. Administrador o mánager: puede crear cursos y categorías, modificar y asignar roles dentro de los cursos, crear cuentas de acceso y asignar roles, instalar bloques, modificar el tema gráfico, etc. En general, este rol puede realizar cualquier modificación y puede existir más de uno dentro de la plataforma.
2. Creador de cursos: puede crear nuevos cursos y categorías.
3. Profesor: puede crear, modificar y borrar actividades o recursos dentro del curso al que este asignado, además de inscribir, calificar, dar retroalimentación y establecer y regular la comunicación con los participantes al curso.
4. Profesor sin permisos de edición: solo puede calificar, dar retroalimentación y establecer comunicación con los participantes del curso.
5. Estudiante: puede visualizar y realizar las actividades, revisar los recursos y establecer comunicación con los otros participantes al curso y con el profesor.
6. Invitado: solo está habilitado para visualizar el curso o la plataforma, pero no puede participar dentro de ella.
7. Usuario autenticado: está habilitado para visualizar el curso y realizar otro tipo de funciones dentro de la plataforma educativa.[31][32]

## Administración de cursos

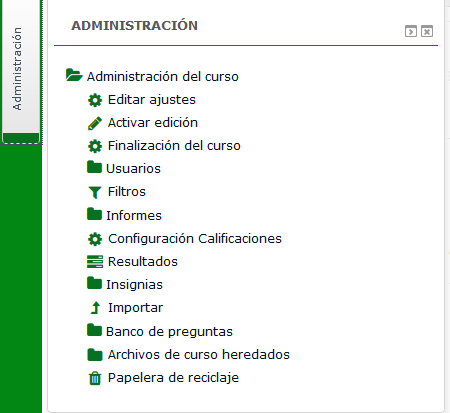
Ejemplo del bloque de administración con rol de profesor en Moodle

Moodle se basa en cursos como unidad básica. El administrador debe crear el curso, configurarlo, enrolar al alumnado y generar las actividades. Entre otras acciones, deberá:
- Otorgarle un nombre descriptivo.
- Un nombre corto identificado.
- Decidir si el curso será abierto.
- La disponibilidad que tendrá.
- El modo de acceso tendrá por contraseña.
- El idioma.
- Las opciones de seguridad (copias de seguridad, notificaciones, políticas del sitio, etc.)
- Las opciones de informes y apariencia (ajuste de los temas, calendarios, tipos de editores o configuración del calificador).[33]
- Elegir si el acceso es exclusivamente para estudiantes, o también para profesores y que puedan colaborar en la materia.[34]

- Realizar tutorías individuales o grupales con los ECTS[34]

Además se puede elegir entre varios formatos para el curso: 
- Semanal
- Por temas
- Social
- Basado en debates.

Cabe destacar también que la mayoría de las áreas para introducir texto (materiales, envío de mensajes a un foro, entradas en el diario, etc.) pueden editarse usando un editor HTML WYSIWYG integrado.
En las últimas versiones se pueden personalizar campos determinados para un curso en concreto, como se hace también con los usuarios.

## Módulos principales en Moodle

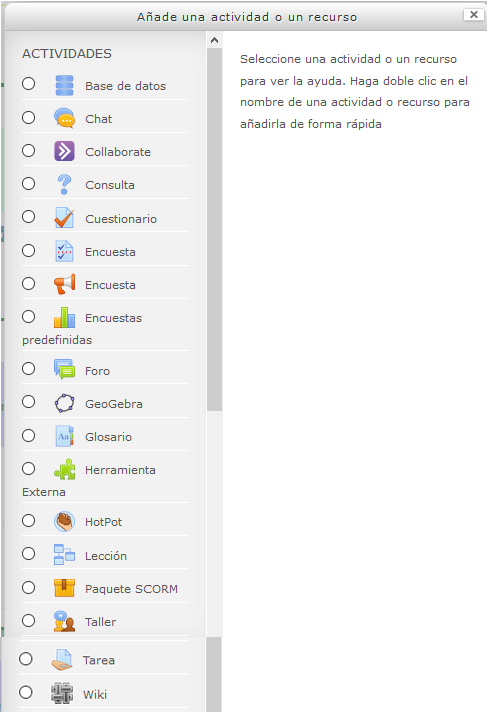
Ejemplo de "Actividades" programables en un curso Moodle

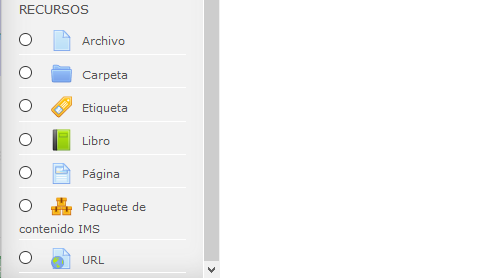
Ejemplo de la gestión de "Recursos" en un curso Moodle

La gestión de elementos en Moodle distingue entre:
- Actividad: grupo de acciones que pueden proponerse al estudiante para contribuir, enviar o interactuar. En las actividades Moodle se distinguen tres grandes utilidades:  las que se destinan a la producción individual (cuestionarios, tareas), las destinadas a la producción grupal y la interacción (chats, foros, talleres, bases de datos, glosarios, wikis y tareas grupales) y las de carácter integrado (lecciones o materiales empaquetados en estándares SCORM o IMS).
- Recurso: objeto presentado por el profesor para asistir el aprendizaje, que no implica la intervención del alumno. Los más usuales son la creación de una carpeta o un archivo accesibles al alumnado, la edición de una "etiqueta" en algún lugar del curso, la creación de una página interna del curso o de un enlace a una URL externa o la edición de un "libro" (recurso no interactivo con páginas y subpáginas conectadas que admiten diversos elementos multimedia).
- Bloques: elementos situados en los laterales de la caja de navegación, son complementos o utilidades añadidos a voluntad al curso.[35]
- Plugins: complementos o códigos contribuidos que permiten añadir funcionalidades extra a Moodle. La LMS posee un paradigma modular, es decir, un core al que le pueden ser instalados y desinstalado diferentes extensiones.[36] Todas pueden desinstalarse salvo el módulo foro. Encontramos un conjunto flexible de herramientas que permiten a los usuarios de Moodle extender las características del sitio. Hay cientos de complementos que se ofrecen en la Comunidad, que amplían las posibilidades de la funcionalidad principal de Moodle. Cada complemento se mantiene en el directorio de complementos de Moodle. En octubre de 2020 hay disponibles 1738 complementos para Moodle.[37]

A continuación, se desglosan los diferentes tipos de módulo que se pueden clasificar en tres categorías: recursos transmisivos, interactivos y colaborativos. A estas tres categorías también podemos añadir las herramientas de comunicación.
- Recursos transmisivos: los recursos transmisivos disponibles en Moodle son: página de texto, páginas web, enlaces a archivos o web, directorio, etiqueta y libro.
- Recursos interactivos: en Moodle los Recursos interactivos disponibles son: lecciones, cuestionarios, SCORM, glosarios y tareas.
- Recursos colaborativos: incluye las siguientes herramientas colaborativas: foros, talleres y wikis.
- Herramientas de comunicación: las herramientas de comunicación disponibles en Moodle son: correo electrónico, chats, mensajes, consultas y encuestas.

Los módulos son complementos que permiten personalizar la aplicación de Moodle, gracias a que se trata de un software abierto (open source). Los diferentes Módulos pueden ser ampliados instalando nuevos plugins.
A continuación, mostramos algunos de los módulos, estos son: 
La página principal, con bloques que presentan diferentes opciones como: menú de navegación, secciones del curso, entre otros. El foro que permite realizar discusiones sobre diferentes temas, de forma personalizadas y acceso por niveles. 
Módulo Wiki que ayuda a llevar a cabo trabajos colaborativos editando un documento. El módulo para dispositivos móviles, se trata de la aplicación oficial para los aparatos móviles. Y además está disponible en aproximadamente más de 90 idiomas.

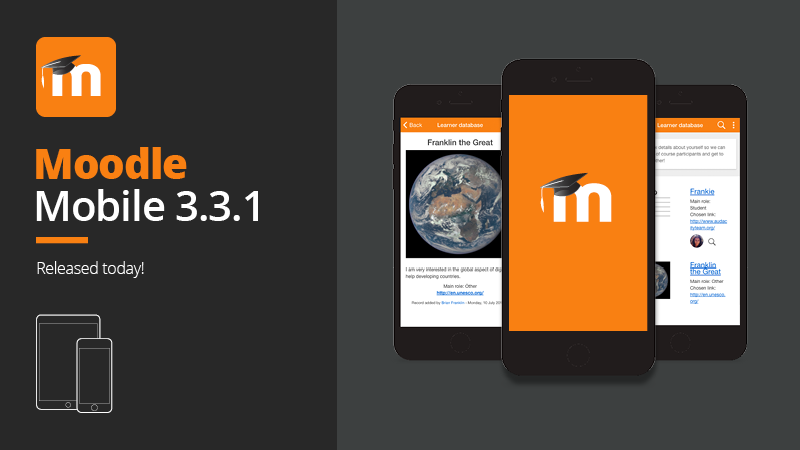
Moodle Mobile

### Módulo de tareas
Puede detallarse la fecha final de entrega de una tarea y la máxima calificación que se le podrá atribuir. 
De esta manera:
- Los estudiantes pueden subir sus tareas (en cualquier formato de archivo) al servidor.

- Se registra la fecha en que se han subido.[41]

- Se permite enviar tareas fuera de tiempo.[41]

- El profesor puede visualizar el tiempo de retraso de cada tarea.[41]

- Se  puede evaluar a la clase entera (calificaciones y comentarios) en una única página con un único formulario.[41]

- Cada observación del profesor se adjuntará a la página de tarea de cada estudiante mediante una notificación.[41]

### Módulo de consulta
Es como una votación. Puede usarse para votar sobre algo o para recibir una respuesta de cada estudiante (por ejemplo, para pedir su consentimiento para algo).
El profesor visualiza una tabla que presenta de forma intuitiva la elección de cada alumno y le permite que los estudiantes  vean un gráfico actualizado de los resultados.
Esta consulta de estadísticas permite al profesor clasificar a los estudiantes según participación y rendimiento.

### Módulo diario o blog
Se basa en usuarios individuales y actúa a modo de diario, generalmente con información privada entre el estudiante y el profesor. Cada entrada en el diario puede estar motivada por una pregunta abierta. Los comentarios del profesor se adjuntan a la página de entrada del diario y se envía por correo la notificación. Los usuarios pueden también registrar blogs previos de webs externas. 
Suele usarse comúnmente como portafolio de evidencias o para la reflexión sobre el propio aprendizaje.
Además, los blogs permiten el trabajo colaborativo gracias a la aplicación de las TIC y la interacción con los compañeros, lo que dota al alumnado de un aprendizaje significativo.

### Módulo cuestionario
Los profesores pueden definir una base de datos de preguntas que podrán ser reutilizadas en diferentes cuestionarios, las preguntas pueden ser almacenadas en categorías de fácil acceso, y estas categorías pueden ser "publicadas" para hacerlas accesibles desde cualquier curso del sitio.
Los cuestionarios se califican automáticamente. Puede elegirse un límite de tiempo, a partir del cual no estarán disponibles.
El profesor puede decidir cuántas veces pueden ser resueltos los cuestionarios. Si se mostrarán o no las respuestas correctas y los comentarios. Además, Los comentarios, las preguntas y las respuestas de los cuestionarios pueden ser mezcladas (aleatoriamente) para disminuir las copias entre los alumnos.
Las preguntas pueden crearse en HTML y con imágenes.
Las preguntas pueden importarse desde archivos de texto externos.
Las preguntas pueden tener diferentes métricas y tipos de captura.
Las preguntas pueden tener diferentes métricas y tipos de captura: tipo test con diferentes opciones, preguntas abiertas o aquellas que permiten al alumno comprobar si su respuesta es correcta.

### Módulo recurso
Admite la presentación de un importante número de contenido digital, word,PowerPoint ,Excel, Flash, vídeo, sonidos, etc.
Los archivos pueden subirse y manejarse en el servidor, o pueden ser creados sobre la marcha usando formularios web (de texto o HTML),
pueden enlazarse aplicaciones web para transferir datos.

### Módulo encuesta
Se proporcionan encuestas ya preparadas y contrastadas como instrumentos para el análisis de las clases en línea.
Se pueden generar informes de las encuestas los cuales incluyen gráficos. Los datos pueden descargarse con formato de hoja de cálculo Excel o como archivo de texto CSV.
La interfaz de las encuestas impide la posibilidad de que sean respondidas únicamente parcialmente.
A cada estudiante se le informa sobre sus resultados comparados con la media de la clase.
Las respuestas del alumnado ayuda a conocer el grado de satisfacción con la plataforma Moodle.

### Módulo wiki
El módulo wiki permite la construcción de conocimiento a través de la búsqueda de información, la reflexión sobre esta y la discusión con otros alumnos a través de la consulta a fuentes autorizadas.
- El profesor puede crear este módulo para que los alumnos trabajen en grupo en un mismo documento.
- Todos los alumnos podrán modificar el contenido incluido por el resto de compañeros.
- De este modo cada alumno puede modificar el wiki del grupo al que pertenece, pero podrá consultar todos los wikis.
- El wiki sirve como base para mantener comunicación constante con los integrantes de un grupo de estudio.

### Módulo taller
Permite a los creadores de cursos agregar una actividad para evaluación entre pares. El profesor evalúa a los alumnos empleando un estilo de evaluación de criterios múltiples.
La funcionalidad es similar al módulo de tareas donde los estudiantes pueden enviar su trabajo en un archivo adjunto o con la herramienta de texto en línea. Esto puede hacerse de forma anónima o no, con la ventaja de que los compañeros del curso pueden acceder a esas tareas para evaluarlas mediante diferentes estrategias que están predefinidas. Por consiguiente, los alumnos obtendrán dos calificaciones en la actividad del taller: una por el envío y otra por evaluar a sus compañeros. Ambas calificaciones se registrarán en el libro de calificaciones.

### Módulo base de datos
A partir de un formulario diseñado por el docente, los usuarios incorporan entradas particulares que luego se pueden clasificar, buscar, etc. Los campos que se pueden definir son muy variados: texto, imágenes, archivo, URL, fecha, etc.  Resulta muy útil para construir colaborativamente y acceder a un repositorio de registros sobre un tema definido del curso.

### Módulo SCORM
Un paquete SCORM (Sharable Content Object Reference Model) es un contenido empaquetado siguiendo el estándar SCORM de objetos de aprendizaje. Estos paquetes pueden incluir una o varias páginas con textos, imágenes, ejercicios o cualquier otro elemento interactivo que funcione en un navegador web. El módulo permite cargar cualquier paquete SCORM estándar y convertirlo en parte de un curso. Moodle no genera el contenido, lo reproduce y guarda los datos y puntuaciones generados por la interacción de los estudiantes con él. No obstante, el objeto de aprendizaje, debe ser empaquetado en un archivo en formato .zip que presente el contenido y la secuencia para adquirir el contenido específico.

### Módulo Glosario
El glosario le permite al profesor y a los alumnos crear un diccionario de términos asociados a la asignatura. Estos términos o entradas pueden ser evaluados por todos los participantes, y ser enlazados en cada una de las apariciones en la asignatura.
Los glosarios de Moodle pueden servir para fomentar en los alumnos el repaso de la teoría aprendida en clase. Esto puede hacerse de manera continuada y no solo en la víspera de un examen.

### Módulo foro
Existen diferentes modalidades de foro (técnica de comunicación) que se utilizan para el intercambio de información entre los docentes y el alumnado:
- Uso general: cualquier participante puede comenzar un tema de debate.
- Planteamiento de un tema por cada integrante: son posible respuestas de otros compañeros.
- Debate único: basado en la reciprocidad de mensajes sobre un solo tema.
- Preguntas y respuestas: el profesorado decreta una cuestión en la que los participantes deben contestar, siendo esta privada para el resto de los alumnos.

## Analítica de aprendizaje y Moodle
El propósito de la analítica de aprendizaje de Moodle nos permite crear bases de datos a partir del registro de las marcas digitales que dejan los usuarios. Así se logra una mejor experiencia con unos mejores resultados.
Estas marcas quedan guardadas dependiendo del modelo que esté regulando el sitio en el que nos encontremos, que, a su vez, precisan según la meta propuesta y que está basada en la planificación curricular del curso.
Moodle estándar proporciona varias metas relacionadas con la evolución del aprendizaje, configuradas según lo que se quiere evaluar. En este caso, se definen las actuaciones sobre las competencias, condiciones de finalización la promoción del curso según los requisitos mínimos para alcanzar los objetivos relacionados.
Entre otras opciones, esta herramienta permite descubrir estudiantes en riesgo de abandonar. Analiza el bajo compromiso de los estudiantes y permite al coordinador contactar con ellos.
La forma de transmisión de los resultados se realiza a través de comunicaciones que se denominan intuiciones o predicciones.
La versión de Moodle 3.7 cuenta con una rúbrica eriquecida, LAe-R, que es un método avanzado de calificación usado para la evaluación.

## Ventajas e inconvenientes de la utilización de Moodle
Desde el punto de la formación de las empresas, Moodle presenta numerosas ventajas:
- El usuario dispone de flexibilidad total durante su acción formativa.
- Elimina las barreras espaciales, lo que supone un importante ahorro de tiempo y dinero.
- Fomenta el dominio de las TIC por parte de sus usuarios.
- Da la posibilidad al usuario de acceder a toda la información del curso en cualquier momento y en cualquier lugar.
- Facilita la comunicación entre los usuarios a través de chat, e-mail,  videoconferencia, etc.
- Al aumentar la comunicación entre los usuarios, la formación es más enriquecedora y se fomenta el trabajo colaborativo.
- Es ideal para la realización de cursos y manuales corporativos, entre otros.
- Se puede acceder a ella desde cualquier aparato, solamente es necesario disponer de una conexión a Internet.
- Permite integrar materiales que ya se haya utilizado: manuales en PDF, vídeos, etc.
- Cuenta con una comunidad muy amplia de usuarios.[58]
- Basa su estructura en una concepción constructivista del aprendizaje.[58]
- Es un software libre, lo que permite modificarlo y adaptarlo a las diferentes necesidades.[58]
- Crea independencia de horarios (posibilitando la autogestión del tiempo).[58]
- Evita tiempo de desplazamiento y esperas en las aulas.[58]
- Presenta diferentes métodos de evaluación y calificación.[58]
- Es ecológico, pues por su carácter en línea, se ahorra en fotocopias.[59]
- Aporta seguridad, ya que admite contraseña de protocolo estándar LDAP, contiene archivos cifrados y realiza copias de seguridad automáticamente.[59]
- El tiempo que se dedicaría a trasladarse al lugar de estudio, se puede emplear en la realización de tareas académicas.[60]

- Traducido a más de 70 idiomas; posibilita las relaciones internacionales.[61]

Sin embargo, la plataforma Moodle también presenta una serie de desventajas:
- Están los mismos contenidos para todos los alumnos, por lo tanto no respeta los diferentes ritmos de aprendizaje.
- Moodle no incorpora algunas de las herramientas pedagógicas más utilizadas, como: juegos de roles, crucigramas, etc.
- Dispone de gran cantidad de opciones lo que puede llevar a la confusión a los usuarios.
- Una caída de Internet o de los servidores puede provocar retrasos en el trabajo de los usuarios.
- Tiene que modernizarse en términos de usabilidad.[58]
- La interfaz no es del todo adecuada debido a que los iconos no se identifican fácilmente, es decir, no es sencilla.[58]
- No permite cambios en la estructura de los cursos una vez que ya han sido publicados.[58]
- Desventajas asociadas a la seguridad (dependiendo de donde se haga la instalación, cuales sean las políticas de privacidad y la infraestructura tecnológica).[58]
- La aplicación móvil no posee las mismas funciones que la web. Por ejemplo, no se pueden entregar tareas, hacer comentarios o responder correos.[63]
- El material elaborado en la propia plataforma Moodle, puede resultar difícil de compartir o exportar a recursos complementarios.[18]
- Un riesgo puede ser la sobrecarga de trabajo por parte del alumno, que se puede llegar a crear.[18]

## Moodle como recurso educativo
Hoy en día la formación se puede realizar desde cualquier lugar gracias al e-learning. Moodle está prevista de las herramientas necesarias para la educación, convirtiéndose en un recurso educativo que ofrece muchas posibilidades. Entre ellas destacamos las siguientes:
- Crear cursos en línea. Es completamente en línea. Permite colgar recursos y materiales, organizar actividades, incluir foros de discusión, compartir notas evaluativas, desarrollar vídeos y tutorías, entre otros. No hay ningún contacto personal, por este motivo se puede realizar en cualquier lugar. Se trata de un aula virtual.
- Crear cursos semipresenciales. Se combinan sesiones presenciales con apoyo técnico en la plataforma, es decir, el alumno recibe parte de la formación por el trato directo con el profesor y con el material y las herramientas que se encuentran en la plataforma.
- Crear cursos complementarios para formaciones presenciales. El docente sube material a Moodle que complemente a la sesión presencial, ya que por motivos de tiempo no se pueden ver o bien para complementar el material.
- Crear un centro de recursos. Se trata de una biblioteca digital donde se puede recopilar, procesar, gestionar y compartir recursos como pueden ser presentaciones, vídeos, imágenes o documentos. En esta plataforma se puede clasificar y organizar el material didáctico mediante etiquetas para una mayor comodidad en la búsqueda.
- Crear un espacio colaborativo. Moodle se convierte en un espacio que permite y facilita la comunicación entre sus usuarios donde no hay límites de espacio o tiempo. El objetivo de usar la plataforma para esto es trabajar de manera colaborativa y cooperativa, compartiendo materiales, creando bancos de archivos, de una manera asíncrona. Puede ser usado como espacio de trabajo en proyectos o creando una wiki.
- Crear aulas tutoriales. En ellas los alumnos contarán con el asesoramiento educativo por parte del docente dando respuesta a sus preguntas. Se puede subir material para responder a las preguntas más frecuentes.

Moodle para el desarrollo organizacional de la comunidad educativa
Las diferentes reformas educativas, sobre todo con la Ley Orgánica de Universidades y la Ley Orgánica de Educación, han provocado un nuevo modelo educativo en el que es necesario el uso de herramientas comunitarias que faciliten el desarrollo organizativo y la gestión de la información clave entre los diferentes miembros de la comunidad educativa.
La sociedad de la información implica de cada vez más una mayor acumulación y diversidad de información, generada por las organizaciones. Este hecho precisa de una plataforma que permita, por una parte, una difusión de la información y, por otra parte, también su creación. De este modo, la plataforma Moodle se convierte en una herramienta muy eficaz, por los siguientes motivos:
- Facilita la comunicación entre los diferentes miembros de la comunidad educativa a través de un entorno virtual, evitando la presencialidad y sus correspondientes desplazamientos.
- Evita realizar desplazamientos innecesarios, muchos de los cuales implican un elevado coste económico.
- Favorece un entorno social, permitiendo la comunicación entre varios miembros de diferentes equipos a la vez.

Otro aspecto fundamental son las ventajas que esta plataforma ofrece a nivel curricular, concretamente, en la organización de los currículos escolares, permitiendo el trabajo cooperativo de varios profesores o de distintos departamentos en su elaboración y desarrollo. Esta herramienta también ofrece diferentes beneficios en el marco de las actividades extraescolares, en las cuales se precisa la gestión de abundante información.
Esta plataforma se basa en el constructivismo social, a través del cual, se favorece la participación e integración de toda la comunidad educativa.
Cada día las familias están más acostumbradas a comunicarse a través de las nuevas tecnologías de la información y la comunicación (TIC) con diversas instituciones. Sin embargo, a menudo este hecho no se traslada al ámbito educativo. Moodle, sin embargo, ofrece la posibilidad de crear un rol que puede usarse para comunicarse con los padres/ mentores /tutores y darles permiso para ver cierta información como calificaciones, reportes de actividad, registro de conducta.

## Evaluación
La evaluación es una parte imprescindible en el proceso de enseñanza y aprendizaje, condicionado por la inclusión de las nuevas tecnologías en la consecución de los objetivos planteados. Para evaluar se pueden evaluar diferentes tareas así como actitudes y procedimientos.
La evaluación virtual utiliza diversos tipos para calificar. Podemos diferenciar entre evaluación diagnóstica, formativa, sumativa o por carpetas, entre otras.
Para la evaluación en el entorno virtual de aprendizaje Moodle cuenta con un amplio repertorio de actividades que permiten evaluar el rendimiento de los estudiantes. Destacan, por ejemplo, los cuestionarios, las tareas, el mapa conceptual, el portafolio digital, los talleres y los foros. Todas ellas pueden adaptarse para que sirvan de autoevaluación.
La evaluación en línea (como la posibilitada por Moodle) ofrece varias ventajas respecto a la evaluación presencial. En primer lugar, no está limitada por constricciones espaciotemporales: se puede desarrollar en cualquier momento y en cualquier lugar. En segundo lugar, ofrece una retroalimentación inmediata que permite a los estudiantes corregir al instante sus errores. También facilita la evaluación de habilidades que previamente eran difíciles de cuantificar.
Este tipo de evaluación puede presentar algunas desventajas, como la falta de contacto físico,  la dificultad para garantizar la autenticidad de los usuarios o los posibles plagios que pueda haber.
Moodle posee una serie de métodos avanzados de calificar en su plataforma como apoyo para el profesorado en su labor de evaluar a los alumnos.
Moodle dispone de un libro de calificaciones, en el que se registran las notas obtenidas por los estudiantes en diversos tipos de actividades: cuestionarios, tareas, actividades H5P, etc. Los cuestionarios de Moodle son una herramienta de evaluación muy útil ya que despiertan una actitud positiva entre los estudiantes. De acuerdo con algunos estudios, el 85% de los alumnos son partidarios de ellos.
Otra herramienta de evaluación disponible es la rúbrica. En ella se establecen varios criterios a los que corresponden distintos niveles. Según el grado de desarrollo del alumnado, se le asigna una calificación. En la versión de Moodle 3.2, son posibles incluso las puntuaciones negativas.
Con Moodle no solo es posible evaluar, sino también hacer un seguimiento de todo el proceso. Para ello existen herramientas que informan sobre la lectura de los materiales por parte del alumnado, la participación en foros, la realización de actividades, la frecuencia y tiempo de conexión, etc. Igualmente, los alumnos pueden conocer sus calificaciones y su evolución de forma continua.
En Moodle, podemos encontrar eLiza que favorece la autoevaluación de forma divertida y motivadora en la plataforma. ELiza es una herramienta de aprendizaje y evaluación basada en juegos, ha sido desarrollada por la Universidad de Valladolid, que continúa en uso.

## Atención a la diversidad
Las TIC proporcionan una adaptación del entorno educativo. La enseñanza a distancia mediante Moodle proporciona una ventaja y afianzamiento del aprendizaje en los estudiantes de educación especial.
Moodle posibilita la creación de herramientas que favorezcan la superación de dificultades. Esta posibilidad adaptativa, aparece esencialmente en dos direcciones: intra-actividad, es la posibilidad de la configuración interna de la actividad a la adaptación del usuario e inter-actividades, establecimiento de regla o relaciones de dependencia entre diferentes actividades. Esto da lugar a una personalización del proceso a través del control de la navegación y de la presentación de contenidos. Así, es posible:
- Definir una actividad o recurso condicionando su acceso por fecha, perfil de usuario o desempeño.
- Restringir el acceso a cierta información o actividades en función de la calificación obtenida previamente.
- Establecer requisitos para comenzar una nueva actividad.
- Decidir si el contenido se muestra al usuario en todo momento o se oculta hasta cumplir unas condiciones.

La atención a la diversidad también incluye alumnos con dificultades en el aprendizaje y alumnos con altas capacidades intelectuales. Que muchas de las actividades de aprendizaje creadas, publicadas en Moodle, sean autocorregibles proporciona al docente un tiempo extra para profundizar en la individualidad del estudiante y prestar atención a la diversidad. Es una herramienta que permite adaptar los contenidos, ritmos de trabajo, circunstancias personales para conseguir que el proceso de enseñanza y aprendizaje tenga éxito.

### Uso de Moodle en Educación Especial
MOODLE es una plataforma que se distribuye como Software libre (Open Source) bajo Licencia Pública GNU. Ha sido diseñado para que los contenidos sean desarrollados por los docentes, por lo tanto es un Sistema de Gestión del Aprendizaje (SGA; en inglés, learning management system o LMS).
En Educación Especial (EE), posibilita ofrecer las mismas oportunidades educativas a los alumnos con necesidades educativas especiales (ACNEE) que las que tienen sus compañeros/as. Una de las opciones que tienen las LMS es la integración de distintos ejercicios dentro de la plataforma, en el que hacen referencia a la integración de proyectos JClic con Moodle permitiendo incorporar actividades JClic a los cursos y realizar su seguimiento. En la Educación Especial (EE),  ayuda al alumnado  con necesidades educativas especiales (ACNEE) en los procesos educativos, aplicando la tecnología de manera directa; adaptando la educación especial según discapacidad.
Moodle se basa en un aprendizaje cooperativo, que supone ventajas para el alumnado con necesidades específicas de apoyo educativo. Se adapta a sus necesidades y facilita que el alumno aprenda a su ritmo.
Se han identificado tres tipos principales de enfoques para crear cursos adaptativos en Moodle. La opción más fácil es ofrecer contenidos distintos a cada alumno. Otra variable es establecer un orden de visualización del contenido. Finalmente, como caso más complejo, se crearían una serie de normas para pasar de un concepto o página a otra.
Técnica de uso Moodle en diferentes fases:
- Fase 1: En el aula ordinaria o de apoyo. Se proporciona al alumno indicaciones para poder realizar la actividad desde casa. Se repite las veces necesarias, con el ordenador delante, hasta comprobar la correcta comprensión de las indicaciones.
- Fase 2: En casa. A través de Moodle, semanalmente harán cuestionarios de conocimientos previos, tareas y controles por unidades para ver su evolución.
- Fase 3: En el aula ordinaria o de apoyo. Observación del resultado de la plataforma; son compartidos en clase.
- Fase 4: Análisis sobre los datos obtenidos con el fin de mejorar el proceso.

Aunque la plataforma Moodle presenta numerosas ventajas con respecto a la atención de la diversidad, no es completamente accesible con lectores de pantalla, por lo cual expone una serie de recomendaciones, siete en total, a tener en cuenta para facilitar la accesibilidad no solo para la discapacidad visual sino otras discapacidades o usuarios característicos.

### Alumnado con altas capacidades
Existe el programa Ventanas Moodle, que detecta las capacidades del alumnado a partir de las notas del primer trimestre, junto con la evaluación de competencias correspondiente.
Las actividades que propone este programa cumplen las siguientes características:
1. Autoformación por parte del alumno
2. Incorporan las TIC
3. Añaden procedimientos al aprendizaje, no conceptos
4. Formato abierto

### Alumnado con necesidades específicas de apoyo educativo
Como todo instrumento basado en el aprendizaje cooperativo, Moodle presenta una serie de ventajas esenciales para las características del alumnado con necesidades específicas de apoyo educativo: es un sistema fácil de adaptar a las necesidades existentes y facilita el aprendizaje del alumno o alumna a su propio ritmo.
El uso de las TIC en la educación. es una pieza clave. Se sobrentiende que las TIC permiten la adaptación del entorno de aprendizaje para todo tipo de alumnado con la finalidad de lograr el afianzamiento de los aprendizajes. Por ello, las TIC pueden servir de ayuda para facilitar la integración de las personas y un buen ejemplo sería el diseño y la estructura de Moodle.

### Alumnado con necesidades educativas especiales
La discapacidad visual es una de las limitaciones que mejor se pueden atender desde cualquier plataforma digital, ya que, podemos aumentar el tamaño del texto en la mayor parte de los navegadores y además contamos con un lector de pantalla de forma gratuita y que cuenta con licencia para su uso. Uno de los lectores de pantalla más conocido y utilizado por personas con discapacidad visual es el JAWS, el cual funciona usando la voz y un teclado, permitiendo a la persona moverse y navegar por todas las páginas web.
La discapacidad intelectual requiere tener en cuenta la forma de acceso a la información para que sea intuitiva y utilice diversos canales sensoriales como acústicos, visuales y textuales. Esto favorecerá la motivación del alumnado, el desarrollo de su creatividad y su predisposición hacia el aprendizaje. Además, la plataforma es compatible con programas de pictogramas que facilitan la comunicación de estos alumnos.
La discapacidad auditiva es fácil de integrar gracias a esta plataforma, pues la mayor parte del contenido se presenta en forma de texto o imagen. En el caso de vídeos o audios, podrían ser subtitulados o transcritos gracias a diferentes programas o aplicaciones. Moodle cuenta con una herramienta llamada Poodll Subtitle que facilita la creación de subtítulos a cualquier archivo multimedia.

### Alumnado con trastorno por déficit de atención e hiperactividad
En el caso de alumnos con trastorno por déficit de atención con hiperactividad, el uso de plataformas como Moodle puede beneficiarles en cuanto al aumento de la atención y la motivación. Para esto es útil el uso de gráficos, ilustraciones o vídeos, pero siempre con buen nivel de calma. Los reforzadores positivos también son necesarios, pues les ayuda a mantenerse en la tarea durante más tiempo.
Sin embargo, deben tenerse también en cuenta aspectos que producen el efecto contrario, como abusar de las animaciones. Esto haría que se disperse con facilidad. De igual forma, ofrecerle tareas de elevada dificultad tampoco es conveniente, pues podrían aburrirse y abandonar.

## Moodle y las nuevas pedagogías educativas

### Moodle y la ludificación
La plataforma Moodle es apta para implementar proyectos educativos de ludificación (gamificación), algo que se conoce como gaMoodlification y que está teniendo resultados satisfactorios.
El concepto de gamificación está íntimamente relacionado con la teoría del flow o flujo que fue desarrollada por el psicólogo Mihaly Csikszentmihalyi.
Existen diferentes insignias y componentes que ayudan a gamificar el aula Moodle. Gracias a ello, los alumnos permanecen más tiempo interactuando y aumenta la motivación por superar las distintas fases del juego.
Esta teoría aplicada a la gamificación es el estado de concentración máxima y divertimento de una jugadora o jugador.
Algunos componentes básicos para gamificar son:
- Condicionales: componente diseñado para restringir a los alumnos cualquier sección o actividad por diversos factores.[99]
- Insignias: complemento que permite otorgar distintivos por superar una actividad del módulo anterior.[99]
- Barra de progreso: herramienta utilizada para saber qué actividades se han superado.[95]
- Juego: favorece la conexión entre batería de preguntas y glosarios.[96]
- Sube de nivel: los alumnos pueden alcanzar diferentes niveles a medida que van superando los contenidos y completando actividades.[95]
- Clasificación: componente utilizado para conseguir puntos a cambio de visualizar contenidos o llevar a cabo actividades.[95]
- Huevos de Pascua: ítems que los alumnos encontrarán entre los contenidos, fomentando la exploración de actividades.[95]
- Avatares, recompensa y puntuación.[100]

### Moodle y el aula invertida
La plataforma Moodle puede utilizarse también en proyectos con aula invertida como el desarrollado por una universidad de Corea a través de un curso de inglés.
En un modelo de aula invertida, el alumno se convierte en el centro del aprendizaje y el docente actúa como un facilitador que lo guía y orienta. En consecuencia, se genera un sistema de evaluación en el que el estudiante puede ver y reflexionar sobre lo que aprende, ser autónomo y responsabilizarse de su aprendizaje.
Otros aspectos que ofrece Moodle para trabajar en combinación con el aula invertida son:
- Incluye dentro del campus todos los contenidos audiovisuales como explicaciones, blogs o enlaces, de manera que alumno puede pausar y trabajar de manera personalizada. El docente puede realizar un seguimiento de cada uno, identificando sus dificultades.[103]
- Proporciona apartados generados para que los alumnos intercambien información y participen en discusiones, con la posibilidad de que el docente actúe como guía y facilitador de nuevos temas de debate.[103]
- Ofrece espacios para trabajar de manera grupal actividades de consolidación propuestas por el docente, creando así entornos de trabajo colaborativo.[103]
- Dispone de espacios de evaluación donde se valorará el trabajo individual y grupal, participación en aulas virtuales o tareas realizadas.[103]

## Accesibilidad
La plataforma Moodle, como herramienta TIC debe garantizar la igualdad de acceso a los usuarios independientemente de sus características personales, promoviendo así la accesibilidad web que requiere un recurso de calidad. Por ello el equipo de Moodle vela por asegurarse de que esto se cumpla, teniendo en cuenta las indicaciones de las Web Content Accessibility Guidelines. Algunos de los elementos que se consideran son:
- Tener un contraste adecuado en los colores de la página de modo que todos sus componentes sean fácilmente visibles. Colores como el rojo se deben acompañar de información textual adicional para aquellos que puedan sufrir daltonismo.[105]
- Los títulos de las páginas han de ser claros e identificables, haciendo posible una rápida interpretación de los contenidos de la misma.
- Cuando se emplean iconos que incluyan enlaces, deben mostrar facilidad para ser clicados teniendo un tamaño adecuado. Además con solo pasar el ratón por encima se debe anticipar con un texto el fin del mismo.
- Los contextos de uso de Moodle se deben adaptar a diferentes dispositivos electrónicos, permitiendo que se empleen en aquellos dispositivos que posean teclado, ratón o pantalla táctil. La diversidad de uso contribuye a que se pueda manejar en entornos de aprendizaje variados.
- Se podrá mostrar información tanto visual como auditiva con audios que permitan acceder a la misma.

- El lenguaje y la terminología son claros y básicos.[106]

- La información puesta en Moodle debe tener un orden natural y lógico para facilitar su utilización.[106]

- Se puede cambiar de una ventana a otra es fácil.[106]

- Para no cerrar toda la aplicación, se puede dejar una ventana emergente cuando se inserte un documento, o una url.[106]

- Moodle te comunica mediante un mensaje cuando una actividad ha sido presentada.[106]

- La plataforma avisa al usuario de si está o no seguro de un cambio que vaya a realizar.[106]

## Mundo empresarial y laboral
La formación en línea en el mundo laboral supone un punto muy importante para las empresas, algo observable en la formación continuada que ofrecen estas a sus trabajadores basándose en nuevas metodologías como Moodle.
Las empresas cada vez son más conscientes de la importancia del e-learning, por ello, se encuentran con numerosas razones que aconsejan apostar por dicha formación:
- Se trata de una formación más barata para las empresas, ya que no es necesaria agrupar a todos los trabajadores en el mismo espacio, con el gasto de alquiler y materiales que ello supone, además, esa formación, al hacerla en línea, se puede realizar desde diferentes zonas, simplemente contando con un equipo informático que nos permita el acceso a la plataforma. Todo ello puede suponer un ahorro entre el 50% y 70%.
- Moodle para empresas consigue ahorrar tiempo y facilitar una formación constante, ya que al llevarse el aprendizaje de forma en línea, cada trabajador podrá dedicar el tiempo necesario, sin necesidad de gastar ese tiempo en una determinada franja horaria, además les permite descargar los documentos en cualquier momento y desde cualquier ordenador.
- Ayuda a medir los resultados de forma rápida y sencilla por medio de exámenes en línea, que permite, casi al instante, saber el resultado de dichas pruebas, viendo el nivel de cada uno de ellos y pudiendo comprar resultados de forma inmediata.
- Permite una difusión internacional de la empresa a través de Internet, favoreciendo incluso la venta de los talleres formativos realizados, posibilitando así la rentabilización de la formación en línea.
- Intercambio inagotable de conocimiento gracias a la puesta en común de los contenidos, así como de las dudas y preguntas de los participantes, permitiendo un intercambio de opiniones muy beneficioso para el desarrollo de la empresa.
- Moodle funciona todos los días del año las 24 horas, en cualquier momento puedes acceder a la plataforma.[108]
- Puedes tener un control y registro de las calificaciones de los usuarios, así como el número de veces que han accedido al portal.[108]
- La plataforma actualiza constantemente la información y cualquier persona puede acceder a ella igual que a una intranet.[108]
- Cuenta con una amplia cantidad de plug-ins que permiten configurar la plataforma incluyendo diversas herramientas atendiendo a diversas necesidades.[109]

## Estadísticas y cuota de mercado
Las estadísticas actuales de Moodle publicadas en su página web son las siguientes:
| Comparativa de la Estadística y cuota de mercado de Moodle. | mayo de 2020  | Octubre de 2020 |
| ----------------------------------------------------------- | ------------- | --------------- |
| Sitios registrados                                          | 168 000       | 182 000         |
| Recursos                                                    | 250 000 000   | 253 000 000     |
| Países                                                      | 242           | 246             |
| Cursos                                                      | 30 000 000    | 31 000 000      |
| Usuarios                                                    | 240 000 000   | 242 000 000     |
| Matriculaciones/ Inscripciones                              | 1 349 000 000 | 1 296 978 301   |
| Foros                                                       | 531 000 000   | 536 000 000     |
| Preguntas de cuestionario                                   | 3 152 000 000 | 3 189 000 000   |

En estas dos tablas se puede apreciar el aumento significativo que ha experimentado la plataforma Moodle de mayo de 2020 a octubre de 2020.
| Estadísticas            | Antes COVID-19 | Después COVID-19  |
| ----------------------- | -------------- | ----------------- |
| Registros               |                | +50 000           |
| Participantes           | 3 930          | 14 174            |
| Dispositivos conectados | 1 305 000      | 4 504 000         |
| Actividades             |                | 15 000 000        |
| Publicaciones           |                | 2 200 a la semana |
| Usuarios Moodle cloud   | 453 000        | 1 670 000         |

Moodle forma parte de la Coalición Global para la Educación. Dicha Coalición ha sido creada por la UNESCO para garantizar la educación de todos los estudiantes durante el COVID-19.

## Moodle Partners
La plataforma Moodle, desde su inicio creció muy rápidamente realizando su primer debate en 2004 en la ciudad de Oxford, tuvo un gran impacto y fueron muchas las compañías que pretendieron ser socios de Moodle partners, con el objetivo de prestar servicio.
En 2005 la empresa Moodle construyó sus propias oficinas en Lord Street Perth (Australia), en 2007 la empresa se hace acreedora de reconocimientos por su licencia de código abierto.
Los Moodle Partners son proveedores de servicios, normalmente empresas, acreditadas y autorizadas por Moodle para ofrecer los servicios de la plataforma. Los servicios que ofrecen los Moodle Partners son servicios de implementación, consultoría, soporte, personalización y formación, entre otros.
Moodle cuenta con más de 80 Partners distribuidos en más de 40 países. Sin embargo, existen organizaciones que ofrecen servicios relacionados con Moodle sin ser socios y sin haber sido certificados por Moodle para ofrecer sus servicios. Los Moodle Partners certificados están disponibles y pueden ser consultados en la base de datos de Moodle.
Los socios certificados de Moodle cuentan con una serie de beneficios, para ello se debe unir al programa de socios, no sin antes cumplir con una serie de requisitos:
- Tener grandes conocimientos sobre la plataforma.
- Contar mínimo con un año de experiencia trabajando con Moodle.
- Enfoque con alta calidad de servicios y satisfacción de los clientes.
- Contar con personal de soporte de servicios de e-learning.
- Pertenecer una organización con ánimo de lucro.

## Interoperabilidad
Hay muchas dimensiones de interoperabilidad para sistemas de aprendizaje electrónico.
Las características de interoperabilidad de Moodle incluyen:
- Autenticación, usando autenticación con LDAP, Shibboleth, o varios métodos estándar (por ejemplo IMAP , NNTP, CAS o First Class.
- Matriculación, utilizando un servidor LDAP (por ejemplo el Directorio Activo de Microsoft), el estándar IMS Enterprise (a través de un plugin descargable) o por interacción directa con una base de datos externa.
- Concursos, y preguntas, permitiendo la importación y exportación en diversos formatos como giFT (el formato propio de Moodle), IMS QTI, XML y XHTML (NB, aunque consigue exportar con buenos resultados, la importación no está completada actualmente,está en desarrollo).
- Recursos, usando IMS Content Packaging, SCORM, AICC (CBT), LAMS, Tin Can API (para versiones 2.5 o superiores a través de extensiones de terceros).
- Integración con otros sistemas de administración de contenidos, como Zikula (a través de extensiones de terceros).
- Redifusión web usando noticias RSS o Atom. Las noticias de fuentes externas pueden integrarse en un sitio Web completo o un curso. Los foros, blogs y otras características pueden ser puestas a disposición de otros como noticias RSS e integrarse en otros sitios Web o sistemas con funcionalidad RSS.
- Moodle también tiene características de importación para uso con otros sistemas específicos, como la importación de preguntas o cursos enteros para  Blackboard o WebCT.
- Permite integrar servicios de videoconferencia, no nativos de la plataforma, pero que se pueden incorporar muy fácilmente a través de bloques laterales o etiquetas, si bien estos servicios son externos, son una ventaja con respecto al chat convencional ya que se puede mantener una conversación en vivo y en directo con los participantes del videochat, pero además se pueden agregar en el momento esquemas, imágenes, gráficos, etc.
- La parte principal de la interoperabilidad son los Servicios Web junto a otras aplicaciones Web 2.0, su función es intercambiar datos entre aplicaciones, es una pieza de software que utiliza protocoles y estándares abiertos.[119]
- Lo principal, es que se pueden utilizar estos servicios para intercambiar datos.[119]

## Despliegue y desarrollo
Moodle ha sido desarrollado desde 1999 (desde 2001 con la arquitectura actual).
Moodle en sus comienzos, era difícil de entender y de usar. Con su evolución, estos problemas se han ido solucionando, convirtiéndose en una plataforma funcional, muy completa y accesible para cualquier persona en todo el planeta.
Además, ha habido mejoras importantes en cuanto a accesibilidad y flexibilidad de visualización fueron desarrollados en la versión 1.5. Ha sido traducido a más de 100 idiomas diferentes y es accesible desde la mayoría de redes mundiales de Internet. Como no hay pagos por licencias o límites de crecimiento, una institución puede añadir los servidores Moodle que necesite. 
El desarrollo de Moodle continúa como un proyecto de software libre apoyado por un equipo de programadores y una comunidad de usuarios internacional, quienes solicitan contribuciones a Moodle Community que alienta el debate.
También hay algunos paquetes autoinstalables para facilitar el despliegue de Moodle, incluyendo Fantástico, JumpBox, y el paquete Moodle para Debian GNU/Linux. Los usuarios son libres de distribuir y modificar el software bajo los términos de la Licencia Pública General de GNU (Licencia pública general de GNU GPL).

## Especificaciones técnicas
Moodle es una aplicación web que se ejecuta sin modificaciones en UNIX, GNU/Linux, OpenSolaris, FreeBSD, Windows, Mac OS X, NetWare y otros sistemas que soportan PHP incluyendo la mayoría de proveedores de hosting Web.
Además, para poder utilizar esta plataforma no hace falta saber programar. Además, todos los archivos están en continuas copias de seguridad y cifrados.

### Requisitos
Los requisitos mínimos para la instalación de Moodle son:

#### Servidor
- Servidor web Apache con PHP 7.3.0

#### Gestor de base de datos
Moodle soporta los siguientes gestores de bases de datos
| Base de datos        | Versión mínima | Recomendada     |
| -------------------- | -------------- | --------------- |
| PostgreSQL           | 9.6            | La más reciente |
| MySQL                | 5.7            | La más reciente |
| MariaDB              | 10.2.29        | La más reciente |
| Microsoft SQL Server | 2017           | La más reciente |
| Oracle Database      | 11.2           | La más reciente |

#### Cliente (Navegador)
Moodle es compatible con cualquier navegador web que cumpla con los estándares. Regularmente Moodle es probado en los siguientes navegadores:
- Chrome (Versión de escritorio y de celular)
- Firefox (Versión de escritorio)
- Safari (Versión de escritorio y de celular)
- Edge (Versión de escritorio)

#### Hardware
En cuanto a los requisitos mínimos de hardware, son los siguientes:
- Espacio en el disco: 5 GB recomendado.
- Procesador: 1 GHz (mínimo), 2 GHz de doble núcleo o más recomendado.
- Memoria: 512 Mb (mínimo), 1 Gb o más recomendado, en los servidores de gran producción se recomiendan 8 Gb.
- Se recomienda, servidores separados para la web “front-end” y la base de datos.

Todos los requisitos anteriores variarán según las combinaciones específicas de hardware y software, así como el tipo de uso y carga.

## Instalación
Moodle es un sitio web, no un programa instalable, por ello debe ser alojado en un servidor web. Si bien no es necesario ser un programador web para instalarlo, son necesarios ciertos conocimientos como subir un sitio web a un servidor, así como adquirir y configurar un dominio.

## Versiones
Las novedades más importantes que la plataforma ha incorporado se resumen en la siguiente tabla:
| Versión | Lanzamiento        | Novedad |
| ------- | ------------------ | --- |
| 1.9     | Marzo de 2008      | Nuevo calificador, acciones masivas de usuario, etiquetado. |
| 2.0     | Noviembre de 2010  | Integración con herramientas de prevención de plagio. |
| 2.2     | Diciembre de 2011  | Métodos avanzados de calificación, incluyendo rúbricas. |
| 2.3     | Junio de 2012      | Arrastrar y soltar archivos. |
| 2.5     | Mayo de 2013       | Insignias. |
| 2.6     | Noviembre de 2013  | Posibilidad de incluir notas en los PDF cargados en tareas, creación masiva de cursos, calendarios múltiples. |
| 2.7     | Mayo de 2014       | Editor Atto HTML, diseño responsivo, inicio de sesión con dirección de correo electrónico. |
| 2.8     | Noviembre de 2014  | Esta versión presentó mejorías significativas a herramientas como el libro de calificaciones, foros, análisis y usabilidad en muchas áreas, para brindar más opciones a los profesores y mejorar el funcionamiento para todos los usuarios. |
| 2.9     | Mayo de 2015       | Mejoras al Panel general para ver todos los cursos. |
| 3.0     | Noviembre de 2015  | 4 nuevos tipos de cuestionarios. |
| 3.1     | Mayo de 2016       | Competencias, calificación de asignaciones, descarga de asignaciones seleccionadas, papelera de reciclaje, discusiones ancladas en el foro, mejoras en el taller, publicación como herramienta LTI, actividades de cursos de etiquetas, edición de secciones más sencilla, búsqueda de cursos meta-vinculados, marcos de competencias, plantillas de planes de aprendizaje, búsqueda global, conversión de archivos de asignación utilizando Universal Office Converter (UNOCONV), búsqueda en el repositorio del sistema de archivos, configuración predeterminada de las lecciones, colecciones de etiquetas. |
| 3.2     | Diciembre de 2016  | PHP 5.6.5 como la versión mínima, nuevo tema de Boost, mejoras en el reproductor de medios, gráficos de informes interactivos, bloqueo de discusión, anulaciones de tareas, exportación de portafolio de talleres, selección para estudiantes en Choice, puntajes negativos para rúbricas, visitas a usuarios, importación y exportación de marcos de competencia, nuevos complementos al reproductor de medios, cumplimiento de Soporte a largo plazo (LTS2) , fechas de finalización del curso, mensajes y alertas fáciles de usar, mejoras al sistema de calificaciones, Inicio de sesión automático, mejoras al registro y SSO, nuevas preferencias de notificación.                                                                                                  |
| 3.3     | Mayo de 2017       | Integración de Office mejorada, tablero de instrumentos mejorado, iconos de FontAwesome para Moodle y uso general, compatibilidad con Emoji, establecer un recordatorio de clasificación por curso, especificar tipos de archivos de asignación, colapsar comentarios en asignaciones, mejor gestión de finalización de actividades, arrastrar y soltar medios, actividades ocultas disponibles pero no mostradas, más áreas de etiqueta. |
| 3.4     | Noviembre de 2017  | PHP 7.0.0 como la versión mínima, mejor administración del calendario, eventos del calendario de categorías, eventos del calendario de arrastrar y soltar, visualización de almacenamiento privado de archivos, búsqueda global mejorada, navegación de actividades más sencilla, administración de usuarios más eficiente, los docentes ahora pueden anular el estado de finalización de actividades, selector de tipo de archivo, entradas de la base de datos de etiquetas, Inspire Analytics en el núcleo, nuevos filtros para visitas de usuarios, herramienta de conversión HTTPS, servicios de OAuth2, verificación de correo electrónico confiable, administración de todos los tokens, registro de sitios más claro.                                             |
| 3.5     | Mayo de 2018       | Moodle 3.5 se enfoca en el cumplimiento de GDPR, usabilidad y accesibilidad mejoradas. Incluye privacidad y área de políticas en el Perfil, imágenes del curso en el tablero, íconos más claros y fuentes accesibles, sonido de grabación directa y video, visualización de resultados de elección, gestión de usuarios más eficiente, distintivos de premio basados en otras credenciales otorgadas, filtrar preguntas por etiqueta, ensayo de prueba tipo de pregunta, características de GDPR, búsqueda global simple (sin motor externo), soporte de Advantage 1.1, más criterios de disyunción, aspectos relacionados con la organización por cohortes, nuevas capacidades.                                                                                          |
| 3.6     | Diciembre de 2018  | Moodle 3.6 se centra en la descripción general mejorada del curso, los nuevos y útiles bloques del panel de control, la nueva interfaz de mensajería, la integración de Nextcloud, los enlaces de privacidad más claros en su perfil, se oculta en el bloque de usuarios en línea, envío de mensajes a grupos, más información sobre sus credenciales, comentarios de asignación de registros, prueba de mejoras, localización fácil de artículos duplicados, ocultar las fechas de la última modificación de la página, mejoras de privacidad, control de acceso a mensajes, integración de Nextcloud, congelación de contexto, Soporte de PayPal, control de grabación de audio / video. Soporte para Open Badges 2.0.                                                  |
| 3.7     | Mayo de 2019       | Moodle 3.7. presenta nuevas características tanto para todos los usuarios, como para los administradores y docentes. Estas nuevas características son como que en el Foro incluye añadir y contestar a discusiones en línea así como la habilidad de destacar y ordenar discusiones. También otorga más control en el foro de los docentes. Mejora de su interfase de mensajería. Permite borrar mi opción en examen,añadir medios a un ensayo anexando archivos como vídeo o imagen. Mejora la impresión de libros. Filtra competencias por actividades. Las insignias pueden ser otorgadas con base en competencias. Permite ver capítulos ocultos en un libro, rotar PDF. Elimina temas y añade el tema clásico que es personalizable. Implementa el estándar LTI 1.3. |
| 3.7.1   | Julio de 2019      | Permite priorizar y bloquear las participaciones en foros. Borrar la opción seleccionada en cuestionarios, añadir vídeos e imágenes a un ensayo, nuevas opciones para la impresión. Competencias y planes de aprendizaje. Notificaciones push Moodle Mobile. Campos personalizados en editar ajustes de los cursos/asignaturas. Visualización vertical-horizontal PDFs. Incluir diferentes recursos al calificar ensayos. |
| 3.7.2   | Septiembre de 2019 | Actualización de seguridad. Si el modo de suscripción a un foro es "suscripción forzosa", el enlace de suscripción contiene una redirección abierta a enlaces externos. Dadas determinadas circunstancias, el token de acceso de usuario efectuado desde la app del móvil podría quedar abierto y por lo tanto ser usado por otros usuarios. Al crear un curso con una sola actividad, no funcionan correctamente las herramientas para la creación de dicha actividad. Se han efectuado diversas correcciones de seguridad en el paquete de analítica de Python Machine. |
| 3.8     | Noviembre de 2019  | Permite incorporar diferentes tipos de contenidos interactivos, publicar en el foro para diferentes valoraciones y calificaciones y filtrar los diferentes cursos de manera personalizada. Además, ofrece tres propuestas diferentes para la organización del calendario: mes, día o evento próximo. También permite la incorporación de emojis a los mensajes y la creación de recordatorios más claros. Por último, encontramos una alerta de tiempo de sesión agotada cuando nos encontremos en diferentes acciones. |
| 3.9     | Junio de 2020      | Incorpora la acción de crear actividades H5P. Mejora la opción de buscar y filtrar participantes y ofrece una navegación más clara en el Libro. Su accesibilidad también se ve perfeccionada gracias a las mejoras al editor Atto. En cuanto a usabilidad, incorpora una nueva flecha que nos ayuda a movernos hacia la parte superior ágilmente. Por último, permite eliminar diferentes archivos privados que no tengan uso. |
| 3.9.1   | Julio de 2020      | Presenta características similares a Moodle 3.9 con mejoras en la seguridad. |
| 3.9.2   | Septiembre de 2020 | [ 138 ] |
| 3.9.2+  | Octubre de 2020    | [ 139 ] |
| 3.10    | Noviembre del 2020 | [ 140 ] |
| 3.11    | Mayo del 2021      | [ 141 ] |

Fuente: Histórico de versiones.